# Lineodes ochrea
Lineodes ochrea is een vlinder uit de familie van de grasmotten (Crambidae), uit de onderfamilie van de Spilomelinae. De wetenschappelijke naam van deze soort is voor het eerst gepubliceerd in 1907 door Thomas de Grey Walsingham.
De soort komt voor in Hawaï.